# 1015 в Україні
1015 в Україні — це перелік головних подій, що відбулись у 1015 році на території сучасних українських земель. Також подано список населених пунктів, заснованих у 1015 році.

## Події
- 15 липня у віці 69-и років помер Володимир Святославич, великий князь Київський з 980, хреститель Русі (988).
- Після смерті батька владу в Києві захопив його син Святополк Окаянний, який правив у Вишгороді.
- 24 липня за наказом князя Святополка у боротьбі за київський престол убито його брата князя Бориса.
- Убито ще двох братів Святополка: Гліба та Святослава.
- За допомогу Святополку польський король Болеслав I Хоробрий отримав Червенські міста.
- Усобиця Володимировичів (1015—1019 рр.)

## Особи

### Померли
- Позвізд Володимирович (988—1015 (?)) — руський князь Волинський, з династії Рюриковичів.
- Станіслав Володимирович (985—1015) — руський князь з династії Рюриковичів.

## Засновані, зведені
- Баланівка
- Бориспіль